# CDBurnerXP
CDBurnerXP es una aplicación para la grabación de discos ópticos para Microsoft Windows, escrito en su mayor parte en Visual Basic .NET desde la versión 4, liberada en septiembre de 2007.
El programa soporta grabación de datos en CD-R, CD-RW, DVD-R, DVD-RW, DVD+R, DVD+RW, Blu-ray Disc y HD DVD, así como la grabación de archivos de audio WAV, MP3, MP2, FLAC, Windows Media Audio, AIFF, BWF (Broadcast WAV), Opus y Ogg Vorbis en CD de audio. También puede grabar y crear imágenes ISO. Puede grabar en los formatos UDF y ISO 9660 y también soporta discos de arranque.
CDBurnerXP es software propietario gratuito, ya que usa bibliotecas propietarias. El instalador estándar de CDBurnerXP incluye OpenCandy (un programa adware), aunque existe una versión sin publicidad, otra para empresas y una versión portable que no requiere instalación.